# Parti royaliste
 (août 2012).
Si vous disposez d'ouvrages ou d'articles de référence ou si vous connaissez des sites web de qualité traitant du thème abordé ici, merci de compléter l'article en donnant les références utiles à sa vérifiabilité et en les liant à la section « Notes et références ».
Un parti royaliste est un parti politique ayant pour objectif d'instaurer ou de restaurer une monarchie dans un État. 
Ils critiquent l'inefficacité des gouvernements républicains et défendent généralement les monarchies modernes, parlementaires, constitutionnelles et institutionnelles ; certains se présentent aux élections, d'autres refusent d'y participer.
Ces partis existent dans les États républicains unitaires (France, Irlande…) ou fédéraux (Allemagne…), leur intérêt étant nul dans une monarchie (Royaume-Uni, Espagne…).
Alliance royale et Action française sont deux partis royalistes français.